# Masters de París 1978
El Abierto de París 1978 fue un torneo de tenis jugado sobre moqueta. Fue la edición número 10 de este torneo. Se celebró entre el 5 de noviembre y el ¿? de noviembre de 1978. 

## Campeones

### Individuales masculinos
Robert Lutz vence a  Tom Gullikson 6–2, 6–2, 7–6.

### Dobles masculinos
Bruce Manson /  Andrew Pattison vencen a  Ion Ţiriac /  Guillermo Vilas, 7–6, 6–2.
| Predecesor: París 1977 | Masters de París 1978 | Sucesor: París 1979 |